# Nedre Håvstjärnet
Nedre Håvstjärnet är en sjö i Torsby kommun i Värmland och ingår i Göta älvs huvudavrinningsområde. Sjöns area är 0,025 kvadratkilometer och den befinner sig 395 meter över havet.